# Декарбоксилази
Карбоксилази або декарбоксилази — ферменти з класу ліаз, що впливають на зв'язок вуглець-вуглець і каталізують відщеплення карбоксильної групи від органічних сполук. Ці ферменти каталізують декарбоксилювання амінокислот, бета-кетокислот і альфа-кетокислот.

## Класифікація і номенклатура
Усі карбоксилази мають шифр КФ 4.1.1. Зазвичай їх називають по імені субстрату, декарбоксилювання якого вони каталізують, наприклад, піруватдекарбоксилаза каталізує декарбоксилювання пірувату.

## Приклади
- Декарбоксилаза ароматичних амінокислот
- Глутаматдекарбоксилази
- Гістідіндекарбоксілаза
- Орнітиндекарбоксилази
- Фосфоенолпіруваткарбоксілаза
- Піруватдекарбоксилази
- Рубіско
- Урідінмонофосфатсінтаза
- Уропорфіреноген-III-декарбоксилаза